# 泉州公交K701路
泉州公交K701路是中华人民共和国泉州市境内的一条公共交通线路，原名205路，全程34.3公里。起讫点为万祥汽车站至惠安汽车南站，运营时间为双向6:30-19:00。

## 历史
- 2008年7月，市政公用事业局批准泉州第二公交申请的205（现K701路）开通申请[1]
- 2011年12月，泉州第二公交采购的40部申龙SLK6905UF53型空调柴油客车于西虎汽车工业有限公司场地内交货。但受沿线惠安-新车站、惠安-中心站等客运专线的阻挠，第二公交未能如期于当年开通该线
- 2012年11月12日，泉州第二公交发布开通205路的信息[2]
- 2012年12月19日，205路正式开通。初期运行区间为万祥汽车站-惠安汽车站，初期运营时间为6:30-19:00（双向），初期使用车辆为12部申龙SLK6905UF53型空调柴油客车。[3]
- 2013年3月，205路增加6部申龙SLK6905UF53型空调柴油客车，配车总数达到18部
- 2014年2月18日，一乘客在乘坐205路时，因未及时提醒司机到站开门，导致过站乘车并无理要求司机开门遭到拒绝时，抢夺行驶中的车辆方向盘，造成该运营车辆冲出路面撞向刺桐路的隔离护栏，并造成车身损坏[4]
- 2014年10月14日，因前车与后车相隔距离过近。205路两部运营车辆司机爆发争执，致使该两部205路运营车辆延误半小时到站[5]
- 2015年3月1日，应泉州市交通委关于《环泉州湾公交规划》的要求，第二公交将205路更名为K701路[6]
- 2018年1月19日，因《泉州交发集团所属企业整合重组方案》印发实施[7]，K701路自第二公交划入公交发展（公交集团前身）运营
- 2018年10月，为给K602路扩充运能，环湾公司划拨K701路2部SLK6905UF53至K602路。K701路配车数降至16部
- 2019年1月8日，因优化调整，K701路取消途径324国道复线、惠安汽车站。改为途径324国道、惠泉南路至惠安客运南站始发终到。票价及运行时间不变。[8][9]
- 2019年8月9日，因圣墓站离东湖刺桐路口过近导致左转困难，自该日起K701路往万祥汽车站方向单边取消停靠圣墓站。[10]
- 2019年8月12日，K701路全线更换为24部金旅XML6805JEVY0C1型空调电动巴士，原有16部SLK6905UF53封存[11]
- 2019年10月8日，因开通K208路需要，K701路划拨两部XML6805JEVY0C1至K208路。配车数降为22部。
- 2020年1月26日，为配合惠安县交通局关于新型冠状病毒肺炎防控要求。K701路自当日14:00起暂停运行至2月16日。[12][13]
- 2020年2月17日，K701路自该日起恢复运营。[14]
- 2021年6月2日，K701路闽C08686D号车于洛阳大道南北主干道路口附近遭遇一部水泥罐车撞击。造成车身左侧损坏严重，车内3人受伤。[15]
- 2021年9月13日，应惠安县新型冠状病毒感染的肺炎疫情应急指挥部要求，K701路自当日9:00起暂停运营至9月30日。[16]
- 2021年10月1日，K701路自该日起恢复运营。[17]
- 2021年10月13日，因泉州大桥加固施工封闭半幅车道，K701路往万祥汽车站方向临时取消途径宝洲街西段、泉州大桥。单向改为途径田安路南段、田安大桥、池峰路、泉安北路、桥南立交至国防教育中心后原线行驶，其余不变。[18]
- 2022年1月11日，泉州大桥恢复双向通车，K701路自该日起取消途径田安路南段、田安大桥、池峰路、泉安北路，双向恢复途径宝洲街西段、泉州大桥。[19]
- 2022年3月15日，因疫情防控工作需要，K701路自该日起暂停运营至4月19日。[20]
- 2022年4月20日，K701路恢复运营。[21]
- 2022年8月5日，K701路自该日起增停明日广场站。取消停靠仕公岭站。同日，因泉州东站即将于兴泉铁路通车后拆除，原火车东站更名为黄林新村站。[22]
- 2022年12月30日，自该日起K701路往万祥汽车站单向增停蓬莱路口站。[23]
- 2023年9月25日，自该日起K701路双向增停火炬工业区路口、宝洲街中段等站。[24]
- 2023年10月11日，因惠泉南路大溪桥拆除改建需要，K701路临时取消途径中总商住区，改为途径霞莲路、世纪大道、溪滨路至惠安汽车南站，其它不变。[25]
- 2024年6月12日，大溪桥复建完工并通车，自该日起K701路恢复途径中总商住区，取消途径霞莲路、世纪大道、溪滨路。[26]

## 站点
| 路线 | 路线 | 路线 | 所在地区、街道 | 所在地区、街道          | 站点名            | 备注          |
| ---- | ---- | ---- | -------------- | ----------------------- | ----------------- | ------------- |
|      |      |      | 鲤城区         | 乌石路                  | 万祥汽车站        | 起讫站        |
|      |      |      | 鲤城区         | 南环路                  | 国防教育中心      |               |
|      |      |      | 鲤城区         | 南环路                  | 火炬工业区路口    |               |
|      |      |      | 丰泽区         | 宝洲街                  | 宝洲街西段        | 原名 宏昌宾馆 |
|      |      |      | 丰泽区         | 宝洲街                  | 东南医院          |               |
|      |      |      | 丰泽区         | 宝洲街                  | 宝洲街中段        |               |
|      |      |      | 丰泽区         | 刺桐路                  | 丰泽交警大队（↓） | 正骨医院（↑） |
|      |      |      | 丰泽区         | 刺桐路                  | 丰泽街口（↓）     | 刺桐公园（↑） |
|      |      |      | 丰泽区         | 刺桐路                  | 线务局（↓）       | 人才大厦（↑） |
|      |      |      | 丰泽区         | 东湖街                  | 圣墓              | ↓             |
|      |      |      | 丰泽区         | 城华南路 (北迎宾大道)   | 蓬莱路口          | ↑             |
|      |      |      | 丰泽区         | 城华南路 (北迎宾大道)   | 明日广场          |               |
|      |      |      | 丰泽区         | 城华南路 (北迎宾大道)   | 黄林新村          | 原名 火车东站 |
|      |      |      | 丰泽区         | 城华北路 （北迎宾大道） | 华侨大学          | 分段点        |
|      |      |      | 洛江区         | 城华北路 （北迎宾大道） | 洛江交警大队      |               |
|      |      |      | 洛江区         | 城华北路 （北迎宾大道） | 航空旅游城        | 原名 杏宅     |
|      |      |      | 台投区         | 洛阳大道 324国道        | 洛阳三角牌        |               |
|      |      |      | 台投区         | 洛阳大道 324国道        | 华光学院          | 原名 洛阳屿头 |
|      |      |      | 台投区         | 洛阳大道 324国道        | 白沙路口          |               |
|      |      |      | 台投区         | 洛阳大道 324国道        | 下曾              | 森美          |
|      |      |      | 台投区         | 洛阳大道 324国道        | 泉州市委党校      |               |
|      |      |      | 台投区         | 洛阳大道 324国道        | 杏田村口          | 分段点        |
|      |      |      | 惠安县         | 惠泉南路 324国道        | 溪西              | 下星村        |
|      |      |      | 惠安县         | 惠泉南路 324国道        | 溪东路口          |               |
|      |      |      | 惠安县         | 惠泉南路 324国道        | 惠安二中          |               |
|      |      |      | 惠安县         | 惠泉南路 324国道        | 东风村            |               |
|      |      |      | 惠安县         | 惠泉南路 324国道        | 站前路口          |               |
|      |      |      | 惠安县         | 惠泉南路 324国道        | 大红埔            |               |
|      |      |      | 惠安县         | 惠泉南路 324国道        | 中总商住区        |               |
|      |      |      | 惠安县         | 惠泉南路 324国道        | 惠安客运南站      |               |
|      |      |      | 惠安县         | 惠泉南路 324国道        | 惠安汽车南站      | 起讫站        |

## 票价
K701路为分段计价，全程¥6.0，其中：
- 万祥汽车站至华侨大学：2元/人
- 华侨大学至杏田路口：2元/人
- 杏田路口至惠安汽车南站：2元/人
- 泉通卡普通卡9折，月票卡优惠功能无效、敬老卡、爱心卡有效
- 可使用泉城通APP及支付宝、云闪付、微信乘车码支付。

## 配车
K701路配车数总计17部，其中：
- 金旅XML6805JEVY0C1 17部

- 申龙SLK6905UF53
（2012.12 - 2019.8）
- 金旅XML6805JEVY0C1
（2019.8 - ）

## 相关
- 泉州公交线路列表